# Cantone di Rochefort-en-Terre
Il Cantone di Rochefort-en-Terre era una divisione amministrativa dell'arrondissement di Vannes.
È stato soppresso a seguito della riforma complessiva dei cantoni del 2014, che è entrata in vigore con le elezioni dipartimentali del 2015.
Comprendeva i comuni di:
- Caden
- Limerzel
- Malansac
- Pluherlin
- Rochefort-en-Terre
- Saint-Congard
- Saint-Gravé
- Saint-Laurent-sur-Oust